# Вирешская волость
Ви́решская волость (латыш. Virešu pagasts) — одна из территориальных единиц Смилтенского края. Находится на Трапенской равнине Северо-Латвийской низменности в северо-восточной части Латвии.
Граничит с Леясциемской волостью Гулбенского края, а также с Трапенской, Гауйиенской Палсманской, Грундзальской и Вариньской волостями Смилтенского края.
Наиболее крупные населённые пункты Вирешской волости: Виреши (волостной центр), Сикшни, Видага.
По территории волости протекают реки: Гауя, Цейдзелите, Эгльупите, Илгупите, Ниедрупите, Робежупите, Тирзиня, Вецпалса, Видага, Визла.
Наивысшая точка: Лаздукалнс (115.8 м)
Национальный состав: 87 % — латыши, 8,3 % — русские, 2,4 % — украинцы.
Волость пересекают автомобильные дороги Рига — Вецлайцене и Велене — Виреши.

## История
В XII веке земли нынешней Литенской волости входили в состав латгальской исторической области Талава. В дальнейшем они оказались во владении Рижского архиепископа (XIII век), отходили к Польше (XVI век), Швеции (XVII век) и Российской империи (XVIII век).
На территории волости в XIX веке находилось Дартское полупоместье.
После Второй мировой войны были организованы 6 колхозов. В дальнейшем они были объединены в крупное хозяйство «Виреши» (с 1991 года паевое общество).
В 1945 году в Гауйиенской волости Валкского уезда был образован Видагский сельский совет. В 1949 году произошла отмена волостного деления и Видагский сельсовет вошёл в состав Апского района. В 1954 году сельсовет был ликвидирован. Его территория вошла в состав новообразованного Вирешского сельсовета, который входил поочерёдно в состав Смилтенского (1956—1959), Алуксненского (1959—1962, после 1967) и Валкского (1962—1967) районов.
В 1981 году к Вирешскому сельсовету была присоединена часть территории Грундзальского сельсовета.
В 1990 году Вирешский сельсовет был реорганизован в волость. В 2009 году, по окончании латвийской административно-территориальной реформы, Вирешская волость вошла в состав Апского края.
В 2021 году в результате новой административно-территориальной реформы Апский край был упразднён, Вирешская волость была включена в Смилтенский край.
После 2010 года в волости находились несколько экономически активных предприятий, Дом культуры, библиотека, 2 фельдшерских пункта, 2 почтовых отделения.